# Gumowo (powiat ostrowski)
Gumowo – wieś sołecka w Polsce położona w województwie mazowieckim, w powiecie ostrowskim, w gminie Stary Lubotyń.
Wierni kKościoła rzymskokatolickiego należą do parafii Nawiedzenia Najświętszej Maryi Panny w Starym Lubotyniu.

## Historia
Wieś szlachecka położona była w drugiej połowie XVI wieku w powiecie łomżyńskim ziemi łomżyńskiej.
W 1827 roku miejscowość (wówczas Gumów) liczyła 23 domów i 139 mieszkańców, natomiast w czasie spisu powszechnego z 1921 roku było tu 29 domów i 134 mieszkańców. Wszyscy podali narodowość polską i religię katolicką.
23 stycznia 1947 rozbity tu został, przez grupę operacyjną UB i LWP pod dowództwem Romana Płockiego z PUBP w Łomży, powracający z Prus Wschodnich ośmioosobowy patrol 6 Brygady Wileńskiej dowodzony przez Henryka Miecznikowskiego „Tygrysa”.
W latach 1975–1998 miejscowość należała administracyjnie do województwa ostrołęckiego.